# (1349) Bechuana
Pour les articles homonymes, voir 1349 (homonymie).
(1349) Bechuana est un astéroïde de la ceinture principale découvert le 13 juin 1934 par l'astronome sud-africain Cyril V. Jackson.

## Découverte et désignation
Le lieu de découverte, par l'astronome sud-africain Cyril V. Jackson, est Johannesburg (UO).
Sa désignation provisoire, lors de sa découverte le 13 juin 1934, était 1934 LJ.
Il est nommé d'après les Bechuanas, autre nom des Tswanas, peuple bantou vivant dans le sud de l'Afrique.